# 日豊海岸国定公園
日豊海岸国定公園（にっぽうかいがんこくていこうえん）は、九州東部の大分県中部（佐賀関半島）から南は宮崎県北部（美々津海岸）にかけての海岸線に設置された国定公園。延長約120kmにおよぶ海岸部半島、湾入、島嶼断崖と続くリアス式海岸と多島海景。1974年（昭和49年）2月15日指定。

## 面積
- 8,518ha

## 概要
名称中の日豊とは日向国（現在の宮崎県）と豊後国（現在の大分県）とを指す（日豊本線などが著名）。北端は大分県大分市の佐賀関、南端は日向市の美々津地区近辺に位置する。
この地域の海岸線には複雑なリアス式海岸が発達している。このため、好漁場が多く、佐賀関の関あじ、関さばを始め、臼杵のフグ、佐伯のブリ、津久見のマグロなど魚介類の名産に富む。
また、暖流の黒潮の影響を受け水温が高いため、屋形島・深島をはじめとして、海中にはサンゴの群落が発達しており、10箇所の海中公園が指定されている。カタクチイワシなどの魚類も豊富で、これらを餌とするイルカも頻繁に見られる。
大分県側には黒島、元猿海岸、波当津海岸等の県内を代表する海岸が並ぶ。宮崎県側の延岡市近郊の海岸は海水浴客なども多い。
豊後水道に点在する離島には、亜熱帯性植物などの希少な動植物が分布する。
一帯では、急斜面の土地と温暖な気候を生かした柑橘類栽培も盛ん。
日豊海岸の「河津桜に夢をのせて ～浦々をつなぐピンクの襷～」が、平成29年度手づくり郷土賞受賞。

## 景観・地形地質
- 白亜紀層砂岩
- 泥岩の海蝕崖・海蝕洞（南部）
- 石英斑岩の柱状節理（白向市）
- 海中景観（蒲江等)

## 海中公園
- 蒲江（大分県佐伯市） - 4箇所、33.5ha
- 南北浦（宮崎県延岡市） - 6箇所、48.7ha

## 動物
- カワウ（沖黒島）
- カラスバト
- カンムリウミスズメ（枇榔島)
- イルカ（おそらくミナミハンドウイルカ・ハンドウイルカ・ハセイルカが多い）[5]

## 植物
- ビロウ
- アコウ
- ハマオモト等亜熱帯性植物
- スダジイ
- コジイ
- タブノキ等自然林

## 関係市町村
- 大分県：大分市・臼杵市・津久見市・佐伯市
- 宮崎県：延岡市・門川町・日向市

## 公園内の景勝地

### 大分県
- 佐賀関半島 （公園北端）
- 関崎
- 黒ヶ浜
- 黒島 (大分県臼杵市) - 快水浴場百選
- 津久見島
- 地無垢島・沖無垢島
- 保戸島
- 大入島
- 豊後二見ヶ浦
- 鶴御崎
- 大島 (大分県佐伯市)
- 水ノ子島
- 横島 (大分県)
- 地黒島・沖黒島
- 元猿海岸 - 日本の渚百選
- 波当津海岸 - 日本の白砂青松百選
- 屋形島
- 深島

### 宮崎県
- 島浦島
- 高島
- 南北浦海岸
  - 道の駅北浦
  - 須美江家族旅行村
  - 下阿蘇海水浴場 - 快水浴場百選
  - 熊野江海水浴場
  - 須美江海水浴場 - 快水浴場百選
  - 浦城海水浴場
- 長浜海岸
- 遠見半島
- 枇榔島
- 日向岬
  - 馬ヶ背
  - クルスの海
  - 細島灯台
- 伊勢ヶ浜 - 快水浴場百選
- 小倉ヶ浜
- 金ヶ浜
- 日向サンパーク
  - 道の駅日向
  - お舟出の湯
- 美々津海岸（公園南端）